# 大环拟锥螺
大环拟锥螺（学名：Pseudobuliminus gracilispira）为巴蜗牛科拟锥螺属的动物，是中国的特有物种。

## 分佈
分布于四川、云南、祁连山一带等地，生活环境为陆地，多见于山区树林内潮湿的灌木草丛中、住宅、寺庙、农田附近多腐殖质处以及石堆里。

## 外部連結
- 維基物種上的相關：大环拟锥螺